# خالد بوطيب
خالد بوطيب (بالفرنسية: Khalid Boutaïb)‏ (مواليد 24 أبريل 1987 بفرنسا - ) هو لاعب كرة قدم مغربي محترف، يشغل مركز الهجوم. لعب بوطيب لصالح نادي الزمالك المصري.

## مسيرته
ولد خالد في بانيول سور سيز في فرنسا لأبوين مغربيين، وبدأ مشواره مع نادي بانيول بونت ثم أزيس بونت دو غارد، وكان ضمن قائمة الأخير التي تأهلت إلى الدوري الفرنسي الدرجة الوطنية في موسم 2011–12 قبل أن ينضم لنادي إستريز في صيف 2012. لعب خالد أولى مبارياته الاحترافية في مباراة انتهت بالخسارة 1–2 أمام كليرمونت في كأس الرابطة الفرنسية يوم 7 أغسطس 2012، حل بديلًا للودفيتش غينيست في تلك المباراة بين الشوطين.
وبعد انتهاء عقده مع جازيليك أجاكسيو، انضم خالد لصفوف ستراسبورغ في عقد مدته عام واحد.
من مميزات خالد بوطيب أنه كان متفوقا في دراسته وحصل على نقطة 20/20 في مادة الرياضيات خلال امتحان الباكالوريا.
وأعلن نيته لتمثيل المغرب على مستوى المنتخبات. استدعي لأول مرة لتمثيل منتخب المغرب في مباراته في تصفيات كأس الأمم الأفريقية لكرة القدم 2017 أمام الرأس الأخضر، حل بديلًا في تلك المباراة وانتهت بالفوز بنتيجة 1–0.

## إحصائيات

### دولي
اعتبارا من 16 سبتمبر 2018. 

| المغرب   | المغرب    | المغرب  |
| عام      | المشاركات | الأهداف |
| -------- | --------- | ------- |
| 2016     | 5         | 2       |
| 2017     | 9         | 4       |
| 2018     | 8         | 3       |
| الإجمالى | 22        | 9       |

### الأهداف الدولية
| الرقم | التاريخ        | الملعب                                            | الخصم     | الهدف | النتيجة | المسابقة                        |
| ----- | -------------- | ------------------------------------------------- | --------- | ----- | ------- | ------------------------------- |
| 1.    | 15 نوفمبر 2016 | ستاد مراكش, مراكش، المغرب                         | توغو      | 1–1   | 2–1     | ودية                            |
| 2.    | 15 نوفمبر 2016 | ستاد مراكش, مراكش، المغرب                         | توغو      | 2–1   | 2–1     | ودية                            |
| 3.    | 1 سبتمبر 2017  | ملعب الأمير مولاي عبد الله, الرباط، المغرب        | مالي      | 2–0   | 6–0     | تصفيات كأس العالم 2018          |
| 4.    | 7 أكتوبر 2017  | المركب الرياضي محمد الخامس, الدار البيضاء، المغرب | الغابون   | 1–0   | 3–0     | تصفيات كأس العالم 2018          |
| 5.    | 7 أكتوبر 2017  | المركب الرياضي محمد الخامس, الدار البيضاء، المغرب | الغابون   | 2–0   | 3–0     | تصفيات كأس العالم 2018          |
| 6.    | 7 أكتوبر 2017  | المركب الرياضي محمد الخامس, الدار البيضاء، المغرب | الغابون   | 3–0   | 3–0     | تصفيات كأس العالم 2018          |
| 7.    | 23 مارس 2018   | ملعب تورينو, تورينو، إيطاليا                      | صربيا     | 2–1   | 2–1     | ودية                            |
| 8.    | 25 يونيو 2018  | ملعب كالينينغراد, كالينينغراد، روسيا              | إسبانيا   | 1–0   | 2–2     | كأس العالم 2018                 |
| 9.    | 16 أكتوبر 2018 | ملعب سيد محمد شيخ, ميتساميولي، جزر القمر          | جزر القمر | 1–1   | 2–2     | تصفيات كأس الأمم الأفريقية 2019 |

### الزمالك
- كأس مصر:(2019)
- كأس الكونفيدرالية الأفريقية:(2019)

## روابط خارجية
خالد بوطيب على موقع الاتحاد الدولي (مؤرشف)  (الإنجليزية)
- خالد بوطيب على موقع اتحاد تركيا (لاعب) (الإنجليزية)
- خالد بوطيب على موقع رابطة كرة القدم الفرنسية للمحترفين (الإنجليزية)
- خالد بوطيب على موقع قاعدة بيانات كرة القدم.إي يو (الإنجليزية)
- خالد بوطيب على موقع ليكيب (الفرنسية)
- خالد بوطيب على موقع ناشيونال فوتبول تيمز (الإنجليزية)
- خالد بوطيب على موقع Soccerway.com (الإنجليزية)
- خالد بوطيب على موقع عالم كرة القدم.نت (الإنجليزية)
- خالد بوطيب على موقع AS.com (الإسبانية)